# Strategic Arms Reduction Treaty (III)
Strategic Arms Reduction Treaty (START III) – proponowany trzeci traktat START o zmniejszeniu zbrojeń strategicznych między USA i Rosją.
Po niepowodzeniu układu START II, rozpoczęto nowe rokowania w Helsinkach w 1997 r. Wg założeń do 31 grudnia 2007 r. strony miały mieć rozmieszczonych najwyżej 2000 do 2500 strategicznych głowic jądrowych w międzykontynentalnych pociskach balistycznych, pociskach wystrzeliwanych z okrętów podwodnych i ciężkich bombowcach, co stanowiłoby zmniejszenie od 30% do 45% liczby całkowitej rozmieszczonej broni jądrowej dozwolonej przez START II i zmniejszenie ponad 65% w porównaniu ze START I. Poza tym miano uzgodnić zasady przejrzystości (ang. transparency) inwentaryzacji i niszczenia głowic.
Rozmowy nie doprowadziły do zawarcia układu.